# Mateo Pellegrino
Mateo Pellegrino Casalanguila (Valencia, 22 ottobre 2001) è un calciatore argentino, attaccante del Parma.

## Biografia
È il figlio di Mauricio Pellegrino, allenatore ed ex calciatore argentino.

## Caratteristiche tecniche
Dotato di una grande fisicità e abilità nei duelli aerei, gioca come centravanti o seconda punta. Ha dichiarato di ispirarsi a Romelu Lukaku.

## Carriera

### Club

#### Gli inizi
Cresciuto nel settore giovanile del Vélez Sarsfield, debutta in prima squadra il 1º aprile 2021 in occasione dell'incontro di Coppa di Lega perso 3-2 contro il Banfield.

#### Parma
Il 3 febbraio 2025 viene ingaggiato a titolo definitivo dal Parma. Esordisce in serie A, oltreché coi ducali, diciannove giorni dopo nella vittoria per 2-0 contro il Bologna. L'8 marzo invece segna i suoi primi gol, marcando una doppietta nella partita casalinga pareggiata per 2-2 contro il Torino. Il 23 aprile 2025 segna il goal vittoria di testa contro la Juventus.

## Statistiche

### Presenze e reti nei club
Statistiche aggiornate al 17 agosto 2025.
| Stagione                | Squadra                 | Campionato              | Campionato | Campionato | Coppe nazionali | Coppe nazionali | Coppe nazionali | Coppe continentali | Coppe continentali | Coppe continentali | Altre coppe | Altre coppe | Altre coppe | Totale | Totale |
| Stagione                | Squadra                 | Comp                    | Pres       | Reti       | Comp            | Pres            | Reti            | Comp               | Pres               | Reti               | Comp        | Pres        | Reti        | Pres   | Reti   |
| ----------------------- | ----------------------- | ----------------------- | ---------- | ---------- | --------------- | --------------- | --------------- | ------------------ | ------------------ | ------------------ | ----------- | ----------- | ----------- | ------ | ------ |
| 2021                    | Vélez Sarsfield         | PD                      | 7          | 0          | CA+CdL          | 0               | 0               | CL                 | 1                  | 0                  | -           | -           | -           | 8      | 0      |
| 2022                    | Vélez Sarsfield         | PD                      | 1          | 0          | CA+CdL          | 1+0             | 1               | CL                 | 2                  | 0                  | -           | -           | -           | 4      | 1      |
| 2022                    | Estudiantes (LP)        | PD                      | 5          | 0          | CA+CdL          | 0               | 0               | CL                 | 2                  | 0                  | -           | -           | -           | 7      | 0      |
| 2023                    | Estudiantes (LP)        | PD                      | 9          | 0          | CA+CdL          | 1+0             | 0+0             | CS                 | 2                  | 0                  | -           | -           | -           | 12     | 0      |
| Totale Estudiantes (LP) | Totale Estudiantes (LP) | Totale Estudiantes (LP) | 14         | 0          |                 | 1               | 0               |                    | 4                  | 0                  |             | -           | -           | 19     | 0      |
| 2023                    | Platense                | PD                      | 13         | 0          | CA+CdL          | 0               | 0               | -                  | -                  | -                  | -           | -           | -           | 13     | 0      |
| 2024                    | Platense                | PD                      | 25         | 10         | CA+CdL          | 2+13            | 0+5             | -                  | -                  | -                  | -           | -           | -           | 40     | 15     |
| Totale Platense         | Totale Platense         | Totale Platense         | 38         | 10         |                 | 15              | 5               |                    | -                  | -                  |             | -           | -           | 53     | 15     |
| gen.-feb. 2025          | Vélez Sarsfield         | PD                      | 1          | 0          | CA              | 0               | 0               |                    | -                  | -                  | -           | -           | -           | 1      | 0      |
| Totale Vélez Sarsfield  | Totale Vélez Sarsfield  | Totale Vélez Sarsfield  | 9          | 0          |                 | 1               | 1               |                    | 3                  | 0                  |             | -           | -           | 14     | 1      |
| feb.-giu. 2025          | Parma                   | A                       | 13         | 3          | CI              | 0               | 0               | -                  | -                  | -                  | -           | -           | -           | 13     | 3      |
| 2025-2026               | Parma                   | A                       | 0          | 0          | CI              | 1               | 2               | -                  | -                  | -                  | -           | -           | -           | 1      | 2      |
| Totale Parma            | Totale Parma            | Totale Parma            | 13         | 3          |                 | 1               | 2               |                    | -                  | -                  |             | -           | -           | 14     | 5      |
| Totale carriera         | Totale carriera         | Totale carriera         | 74         | 13         |                 | 18              | 8               |                    | 7                  | 0                  |             | -           | -           | 99     | 21     |